# 谭政文
谭政文（1910年4月26日—1961年12月12日），又名谭哲，号藻如，湖南资兴人，中华人民共和国政治人物。

## 生平

### 红军时期
谭政文出身贫农家庭，只读了高小。1926年参加革命，抵达广州后，在谭延闿部国民革命军第二军教导师当兵。7月初，正当国民革命军在广州的东校场誓师北伐，第二军奉命向湘东、湘南开进之际，谭政文因病重留在教导师原驻地马坝休养。痊愈后，因无法寻找部队只得返乡。1927年7月，经李玉屏和李汉廷介绍，加入中国共产党。10月，参加组织农民协会，任乡农协委员长。1928年1月，参加湘南起义，任区苏维埃政府土地委员。4月，谭政文随陈毅上井冈山，后任红四军十二师三十六团文书。5月底，随部返回资兴浓溪打游击，10月，随部队突围至江西，被编入红五军第十二大队，任该大队士兵委员会委员长。1929年后，在红五军任宣传员，大队、支队及第一纵队士兵委员会主席。1930年夏，谭政文被全军选为士兵代表，赴上海出席中华苏维埃第一次全国代表大会。返回后任红五军一纵队一支队大队党代表，7月改为连政治委员兼连长，参加平江战役和攻占长沙战斗。
1931年12月，谭政文调到红五军团红十三军三十八师，担任政治部宣传队队长。1932年3月，调三十八师，任团政治委员。1933年10月，改任建宁警备区政治保卫局局长。12月，调任红九军保卫局执行科科长。1934年初，任闽赣省苏维埃政府政治保卫局局长兼闽赣军区政治保卫局局长，参加了中央苏区反围剿战争和长征，先后任红九军团政治保卫局执行科科长、红一军团第二师特派员、红一军团政治保卫局执行科科长。1935年10月，到达陕西。1936年夏，调任红十五军团政治保卫局执行科科长，参加东征、西征战役。参加东征后，谭政文致信毛泽东要求学习深造，毛泽东批准他到抗日红军大学学习。1937年初，谭政文调任西北办事处政治保卫局执行部部长，并入抗日红军大学第二期（不久改为中国人民抗日军政大学第二期）学习，毕业留校任训练部保育干事。

### 抗战时期
抗日战争前期在延安，1939年谭政文任陕甘宁边区政府保安处副处长兼地方部部长，并兼政治处主任。1940年冬调任中共中央社会部地方部部长兼指导处处长，并任中共中央敌区工作委员会委员。1941年底，中共中央社会部改组缩编，撤销了地方部，谭政文到中央社会部西北公学三班（地方保卫干部训练班）协助工作。1942年6月，任晋西北边区政府公安局局长。1943年9月后，任中共中央晋绥分局社会部部长、分局委员，兼晋绥边区行署公安总局局长。1943年7月初，奉命回延安参加中央整风学习，中央整风结束后回到晋绥分局参加整风。当时，晋绥公安总局已迁至河西神府王家庄，在晋绥整风中晋绥分局成立了党校四部（也在王家庄），由晋绥分局社会部领导（即由谭政文负责）。党校四部工作结束，晋绥公安总局过黄河回到兴县。1946年4月8日，王若飞、秦邦宪、叶挺、邓发等在兴县黑茶山坠机遇难（即黑茶山空難），他带领数十名公安干警赶到现场保卫，并协助指挥晋绥军区警卫营战士搜山，将遗体和遗物收集起来，亲运延安。

### 内战时期
1947年，谭政文任崞县代县土改工作团团长并兼中共崞县县委书记，领导崞县和代县两个工作团，他带领工作团到崞县开展土地改革试点，在崞县抵制和纠正“左”倾错误，遭到六地委和晋绥分局冷落。1948年初，他就崞县土改工作尤其是纠正“左”倾偏向的经验写了总结报告，报告送至晋绥分局，分局领导留住不发。1948年3月12日，毛泽东到晋绥边区后才看到这份报告，毛泽东高度评价了崞县土改经验，批示《新华日报》以《山西崞县是怎样进行土地改革的》为题，全文刊发该报告，并以“按语”形式同时发表他在谭政文报告上的批示原文。随后，4月1日毛泽东在晋绥干部会议上讲话，4月2日又对《晋绥日报》编辑人员谈话，为晋绥分局土改工作路线之争作了明确结论，也为老解放区乃至全国解放后新解放区的土改运动指明了方向。
1948年6月，谭政文从晋绥分局调到河北省平山县，任中共中央社会部副部长。1947年底，中国人民解放军攻克石家庄后，晋察冀、晋冀鲁豫两大解放区连成一片，中共中央为迎接全国胜利，向西北局、华北局、华东局和晋绥分局发出电报，抽调部分县团级以上、具有初中以上文化的保卫干部到中共中央社会部接受接管大城市的公安集训，预定培训一年，班主任由中共中央社会部副部长谭政文兼任，中共中央社会部三室副主任刘涌任副班主任。1948年9月17日，中共中央社会部部长李克农主持了训练班开学典礼，中共中央书记处五位书记中的三位即刘少奇、朱德、任弼时出席，并依次讲话。当时中共中央社会部在滹沱河畔的东黄泥，设在西黄泥的训练班与该部隔河相望。训练班的学员有邢相生、高克、朱季云、何明、汤光礼等一百人（西北局十人、华北局五十人、华东局二十八人、晋绥分局十二人），后又从北平调来八名大学生，谑称“一百单八将”，加上中共中央社会部机关抽调的刘涌、狄飞、刘坚夫等二十人，成为日后组建北京市公安局的骨干。此外，毛泽东的长子毛岸英是该训练班不在编的“学员”，毛岸英不住班，上课来，下课走。
训练班举办期间，傅作义通过电台发现中共中央机关设在平山县，乃派兵袭来。当时连中央警卫团也投入了太原战役，中共中央机关身边没有部队，只好沿滹沱河向五台山紧急撤退，并急调华北兵团前来掩护，同时以该训练班为骨干临时组织四百多人充当“近卫军”，由谭政文指挥，掩护中央机关转移。谭政文任命何明为队长、汤光礼为副队长。后来，华北兵团跑步先敌到达，训练班也完成了任务。
训练班开办不到三个月，就面临着准备接管北平的新任务。中共中央社会部部长李克农召集副部长谭政文和华北局社会部副部长许建国、杨奇清等人（华北局社会部部长是滕代远）筹划进城接管的方针政策和具体办法，并商同谭政文、许建国研究北平、天津两市公安局的班子配备问题。中共中央决定，谭政文主持北平公安工作，许建国主持天津公安工作。谭政文要求将训练班学员全部带往北平，为将来的首都公安建设打下良好基础，也为接管其他各大城市开个好头。1948年12月14日，解放军兵临北平城下，中共中央社会部召开接管北平的公安保卫干部动员大会，李克农部长主持并作动员报告。当晚，按四个队（以后北平市公安局四个处的雏型）的行军序列，连夜分乘五辆从国军手中缴获的美式卡车出发开向北平城外。谭政文乘吉普车先行。12月17日，在保定召开第一次中共北平市委会议，宣布经中央批准的北平市委组织机构和市委成员11人，其中常委7人是：市委书记彭真，第一副书记、军管会主任兼市长叶剑英，第二副书记李葆华（赵振声），副市长徐冰，组织部长刘仁，宣传部长赵毅敏，公安局长谭政文。并批准了北平市公安局机构及主要干部的任命。17日晚出发前，谭政文向全体人员宣布了经中央批准的北平市公安局长的任命，以及局机构及主要干部的任命。
1949年1月北平和平解放后，谭政文出任北平市人民政府公安局局长，并任中共北平市委常务委员兼社会部部长。2月2日，以谭政文为首的军管小组正式接管旧北平市警察局。3月25日中共中央和解放军总部进北平，谭政文亲自迎接毛泽东、朱德、刘少奇、周恩来、任弼时、林伯渠等中央领导进城。8月在朝外东岳庙成立了北平市公安干校（北京人民警察学院），收训新参加公安工作的近六十名中学生，谭政文亲任该校首任校长。从6月15日新政协筹备会召开第一次筹备会议前，到10月12日中国人民政治协商会议第一届全体会议代表全部离京，谭政文一直领导北京市公安局负责其安全保卫工作。10月1日开国大典举行，有30万人参加，除主席台的警卫由公安部直接负责外，其余的大会保卫任务几乎全由谭政文领导下的北京市公安局承担。

### 共和国时期
中华人民共和国成立后，中共北京市委通知称，叶剑英向中央提出要谭政文随其到华南工作，中央已批准。1949年11月15日，中央任命公安部部长罗瑞卿兼北京市公安局局长，同时调谭政文南下协助叶剑英。
1949年11月，谭政文调任中共中央华南分局社会部部长兼广东省人民政府委员。同时兼任广东省公安厅厅长。1949年12月，接替陈泊兼任广州市公安局局长。在广东期间，他还兼任广州警备区政委，并分别兼任广东省公安干校（广东省公安司法管理干部学院）和广州市公安干校（广州市公安管理干部学院）第一任校长。建国初期广东省形势混乱，仅1949年底至1950年上半年，全省就发现土匪337股，4万余人，发生反革命暴乱、袭击、爆炸、抢劫、纵火、投毒、暗杀事件349宗。谭政文上任后，短期内迅速扭转了局面。他还命何明、汤光礼从广东各地方部队调人组建公安十九师，初建时师长暂缺，何明任政委，汤光礼任副师长。1950年3月中央军委决定将公安十九师改为广州公安总队。1950年上半年，广东迅速开展了镇反运动。1950年不到一年，便破获敌特案件1200多起。同年，经请示叶剑英批准，展开了代号“港澳镇反”的特别行动，在澳门击毙即将出走西班牙的原广州伪侦缉处长，不久又处决了军统澳门站站长和军统港澳穗站站长，不到两个月华南、广东的治安便迅速好转。
在土地改革运动中，谭政文坚持“土改结合镇反”，反对“和平土改”的右倾作法。1950年10月，中共中央发布《关于镇压反革命活动的指示》，不久又发出《关于纠正镇压反革命活动的右倾的指示》。谭政文参与领导了广东的大规模镇反运动。同时，他还领导广东及华南公安机关开展了禁赌、禁毒、禁娼斗争。1952年秋，谭政文离开广州到北京治病休养。从北京经武汉、重庆，到成都、昆明疗养了小半年。1953年5月正式卸任（后来经中央批准公告的讣告及简历，将1953年5月谭政文调离广东至1954年6月正式签发最高人民检察署任命通知之间休养待命的一年也算作已到最高人民检察署任职）。
1954年初，由中央主管集中处理日本侵华战犯工作的周恩来“钦点”，分配谭政文到中央人民政府最高人民检察署工作。1954年6月19日，由毛泽东以中央人民政府主席的名义，签发“追认”了谭政文为最高人民检察署副检察长的任命。1954年9月第一届全国人民代表大会第一次会议召开，颁布了《中华人民共和国宪法》，通过了《中华人民共和国人民检察院组织法》，中央人民政府最高人民检察署由此改为中华人民共和国最高人民检察院。1954年11月8日，由全国人大常委会委员长刘少奇签发了任命谭政文为最高人民检察院副检察长的任命通知。
1954年2月起，从全国各地调集三百多名司法干部，组成“侦处日本战犯工作团”，由谭政文动员，在北京真武庙短期集训。一个多月后，对在押的1062名日本战争罪犯开展了大规模侦查。同时先后派出六批干部，分赴12个省取得了大量罪证。1955年底到1956年6月，检、法、司合署办公，各方司法专家汇聚北京卧佛寺，由谭政文牵头起草起诉书、判决书、辩护词、公诉词，最后由彭真亲自领导修改。中央还派廖承志任处理日本战犯指导小组组长，谭政文任副组长。1956年3月7日，周恩来指示，改由谭政文担任六人小组组长。廖承志和谭政文列席中共中央政治局会议后，谭政文于3月12日在周恩来主持的政协第二届全国委员会第十九次会议上，继而公安部长罗瑞卿在3月14日会议上，就日本战争罪犯处理问题分别作说明性发言。4月25日，最高人民检察院检察长张鼎丞在第一届全国人大常委会第三十四次会议上作《关于侦查在押的日本侵略中国战争中的战争犯罪分子的主要情况和处理意见的报告》，会议通过了《关于处理在押日本侵略中国战争中战争犯罪分子的决定》，确立了审判日本战犯的六项原则。中华人民共和国最高人民法院特别军事法庭审判从1956年6月开始，到8月结束，其间谭政文三到抚顺、沈阳，一到太原，在审判庭的楼上专门为谭政文布置了一间办公室，电话直通法庭上的审判长和首席检察员。
1954年11月至12月，全国各省、直辖市、自治区检察长会议召开，提出了加速检察制度建设，全面开展检察工作的方针。谭政文在处理日本侵华战犯工作告一段落后，便投入了检察工作条例及实施细则等文件的起草工作。但是，1957年反右运动和1959年反右倾运动以来，政法战线断断续续总有“左”的倾向。1957年8月至9月，最高人民检察院在北京召开审判监督会议，制定了《人民检察院刑事审判监督工作细则（草案）》。几乎同时，检察系统开始批右倾，批教条主义，批旧法观念。1958年初，虽然检察系统提出也要防“左”，但仍在继续批右。在此背景下，检察工作条例及实施细则等文件不合时宜，但检察工作又亟待具体化。于是最高人民检察院党组派谭政文牵头先搞出“高检各厅办案试行办法”，作为省以下检察机关工作的参照。该文件成型后，经最高人民检察院党组多次讨论后定稿，以备全国检察工作会议使用。1958年6月23日到8月18日，在最高人民检察院党组召开十多次“务虚会”的基础上，在北京召开第四次全国检察工作会议。此前在“务虚会”上，谭政文已被迫为前段时间最高人民检察院的全局工作承担责任，在6月5日就“右倾”、“教条主义”等问题作了检讨。在第四次全国检察工作会议上，按照最高人民检察院党组的意见，谭政文将“高检各厅办案试行办法”批作会议文件下发，但当会便引发非议，最后责令谭政文就此在大会上作了检查。这次会议前后开了57天，通过了上报中央的最高人民检察院党组“务虚”报告和《检察机关的今后任务（五十条）》。
谭政文是中共七大、中共八大代表。
1961年12月12日，谭政文在北京病逝，享年51岁。12月13日《人民日报》发表逝世消息，并公布谭政文同志治丧委员会名单，治丧委员会主任委员为张鼎丞，委员为习仲勋、王德、王世英、王维纲、王宁、孔原、叶剑英、安子文、刘亚楼、刘涌、朱光、邢相生、李井泉、李克农、李六如、李士英、李步新、汪金祥、汪东兴、谷志标、邵式平、邹大鹏、陈漫远、陈刚、陈雷、吴溉之、吴德峰、吴台亮、吴烈、罗瑞卿、罗长青、林枫、周兴、武新宇、金昭典、张际春、张苏、张稼夫、张启龙、张驾伍、赵去非、徐子荣、高克林、梁国斌、马锡五、郭步岳、康生、黄火星、寇庆延、彭真、贺龙、曾希圣、冯铉、冯基平、杨志诚、杨奇清、谢富治、谢觉哉、龚子荣。12月15日在北京嘉兴寺举行公祭，公祭后移灵八宝山革命公墓。

## 二陈案
1949年9月华南分局赣州会议决定陈泊任分局社会部长兼广东省公安厅长兼广州市公安局长，10月中旬上任。
1949年11月谭政文调广州出任华南分局社会部长兼省公安厅长兼广州市公安局长，原分局社会部长兼广东省公安厅长兼广州市公安局长陈泊改任第一副厅长兼第一副局长。在省厅挂虚名，只参与市局的工作；在市局，同陈坤二人又专管侦察工作，其余治安、刑侦、内保等公安业务由孙乐宜副局长分管。1950年出席公安部第一次全国侦察工作会议。1951年2月6日被捕，1953年5月判处有期徒刑10年，在湖北沙洋劳改农场劳动。1961年起，在劳改农场刑满就业。1972年在沙洋农场医院胃癌晚期去世。陈坤则在1952年夏在狱中含冤病逝。
1978年底公安部成立“二陈案”复查小组。1980年底二陈问题“一风吹”，“宣告无罪”。1982年5月，公安部在北京八宝山举行了两陈追悼平反大会。曾经领导过陈泊的叶剑英、彭真、习仲勋，解放初期在松江省、吉林省、江西省委担任书记的张秀山、陈正人等都送了花圈。公安部长赵苍壁在大会上致悼词。 

## 著作
- 《审讯学》（1942年5月写成并出版，是中共第一部审讯学专著）[2]

## 家庭
- 祖母：燕氏[20]
- 父：谭聿怀，有文化，通中医，中华民国初年为乡里创办一所小学，第一次国共内战中加入中国共产党，组办农会。湘南起义后参加中国工农红军，1932年在反围剿战斗中牺牲[20][2]。
- 母：何美姣，生育谭政文兄弟四人，谭政文居次[20][2]。
- 长兄：谭政达，幼年早逝[20][2]
- 三弟：谭政山[20]
- 四弟：谭政士[20]。
- 妻：姜鹏，原名张志莲，曾用名章新。1918年6月2日生于四川省岳池县。1938年2月参加革命，同年3月加入中国共产党。曾任陕北公学、陕甘宁边区政府保安处特训班、马列学院、中央党校、陕北公学学员，保安处邮政检查所检查员，谭政文秘书，晋绥边区政府公安总局预审科、干部科科员、警卫队党支部书记、邮电检查所所长，中共中央社会部二室研究科科员。中华人民共和国成立后，历任北京市公安局保卫处机关保卫科科员，广东省公安厅人事处干部科长兼省厅机关党总支副书记，省公安干部学校校委会主任，第四机械工业部第七七四厂筹备处秘书科长（1954年4月任），北京市公安局经保处秘书室副主任（1954年7月任）、主任（1956年任）、协理员（1958年任）、副处长（1964年任）。北京市公安局党委委员，落实政策领导小组成员。1982年12月离休（副局级待遇）。1939年9月1日和谭政文结婚，二人育有三子二女[2]。
- 长子：谭斌（原名谭力夫），文革“血统论”对联的创作者，后任故宫博物院党委书记、副院长[21]。
- 次子：谭北亚[21]
- 三子：谭宏基[21]
- 长女：谭卓娜[21]
- 次女：谭湘玲[21]